# 许运祺
许运祺（1987年3月2日—），中国男子现代五项运动员。曾参加2010年广州亚运会现代五项比赛，并获得男子个人第十二名和男子团体银牌。他也参加了2007年世界现代五项锦标赛。